# Душ Сантуш, Си Джей
Карлуш Жуаким «Си Джей» Антунеш душ Сантуш (порт. Carlos Joaquim "CJ" Antunes dos Santos; род. 24 августа 2000 года, Филадельфия, Пенсильвания, США) — американский футболист, вратарь клуба «Сан-Диего».

## Клубная карьера
Душ Сантуш начал играть в футбол в возрасте двух лет, занимался в академиях местных клубов «Фоксчейз», «Филадельфия» и «Делько», прежде чем присоединиться к «Филадельфия Юнион» в 2013 году. В августе 2016 года он подписал контракт с академией португальской «Бенфики». 25 января 2021 года душ Сантуш дебютировал на профессиональном уровне в составе второй команды клуба в матче со второй командой «Порту» во Второй лиге Португалии, пропустив один мяч.
11 февраля 2022 года подписал контракт с «Интер Майами». Дебютировал 22 октября 2023 года в матче против «Шарлотта», пропустив один гол. В составе клуба в том году стал обладателем Кубка лиг.
12 декабря 2024 года за 100 тысяч долларов распределительных средств перешёл в новый клуб лиги «Сан-Диего».

## Карьера в сборной
Родился в семье кабовердца и португалки, принял решение представлять на международной арене страну рождения. В составе юношеской сборной в качестве второго вратаря в 2017 году принимал участие в Чемпионате КОНКАКАФ, где американцы проиграли в финале мексиканцам, и в чемпионате мира, где его сборная проиграла в четвертьфинале сборной Англии. В составе молодёжной сборной спустя два года также в качестве запасного вратаря принимал участие в чемпионате мира, где американцы в четвертьфинале проиграли эквадорцам. В декабре 2020 года впервые получил вызов на тренировочные сборы первой сборной.

## Достижения
«Интер Майами»
- Обладатель Кубка лиг: 2023